# Le Rival de Rover
Le Rival de Rover (Rover's Rival) est un cartoon, réalisé par Bob Clampett et sorti en 1937, qui met en scène Porky Pig et un chien nommé Rover.

## Voix
Voix originales
- Mel Blanc : Porky Pig, un chiot
- Robert C. Bruce : Rover

Voix françaises
- Michel Mella : Porky Pig